# Graur
Graurii sunt păsări de dimensiuni mici până la mijlocii din familia Sturnidae. Numele „Sturnidae” provine din cuvântul latin pentru graur, sturnus. Graurii sunt originari din Europa, Asia și Africa, precum și din nordul Australiei și din insulele Pacificului tropical. Mai multe specii europene și asiatice au fost introduse în aceste zone, precum și în America de Nord, Hawaii și Noua Zeelandă, unde în general concurează pentru habitate cu păsările native și sunt considerate specii invazive.  Specia de grauri familiară pentru majoritatea oamenilor din Europa și America de Nord este graurul comun.

## Descriere

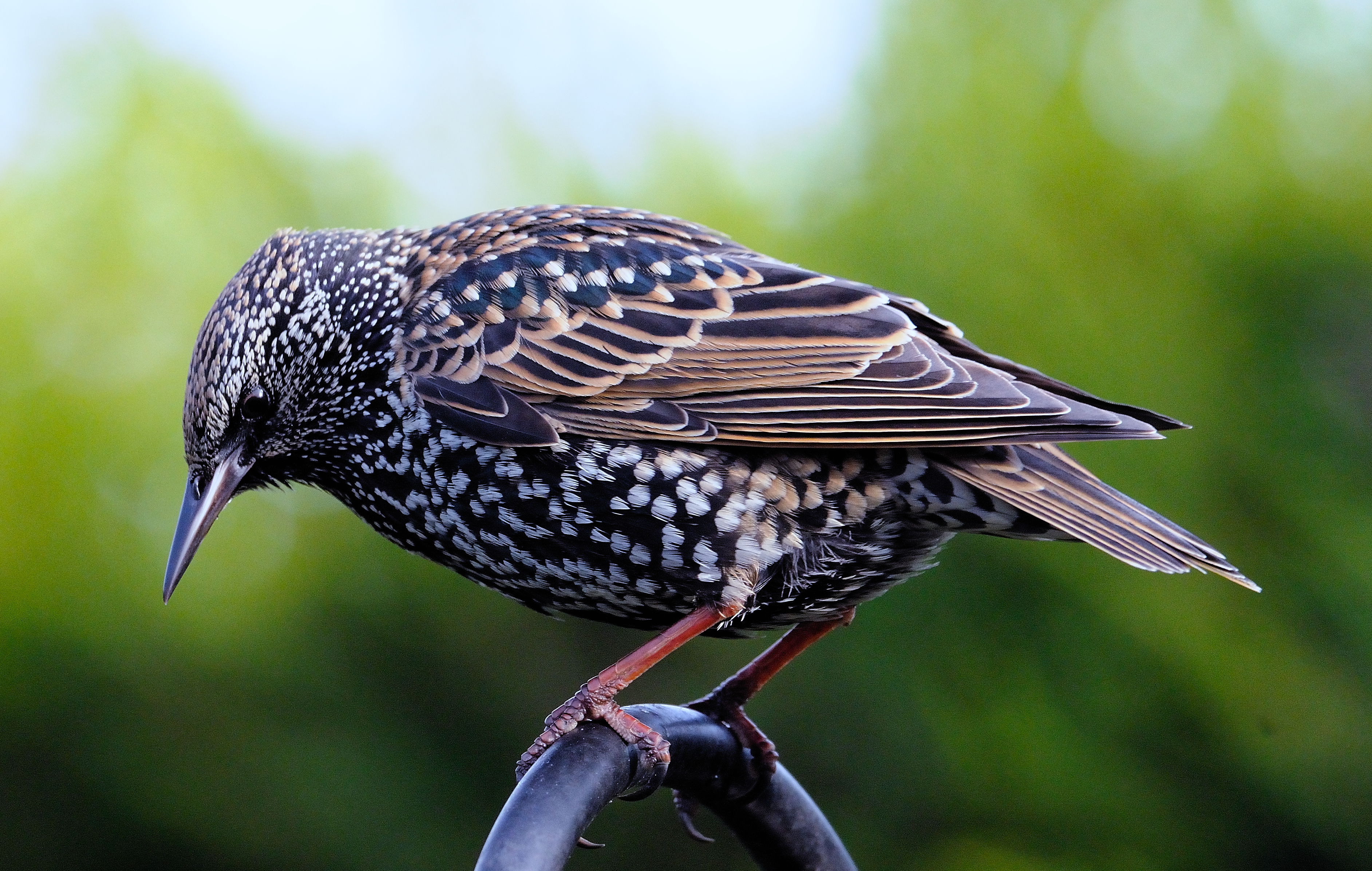
Graurul comun (Sturnus vulgaris) are un penaj cu luciu metalic

Graurii sunt paseriforme de talie medie. Specia cu cel mai scurt corp este grarul lui Kenrick (Poeoptera kenricki), cu 15 cm, dar cea mai ușoară specie este grarul lui Abbott (Poeoptera femoralis), care are 34 g. Cel mai mare graur este Gracula robusta. Această specie poate măsura până la 36 cm și, în domesticire, poate cântări până la 400 g.  Cea mai lungă specie din familie este graurul cu gâtul alb (Streptocitta albicollis), care poate măsura până la 50 cm, deși aproximativ 60% la această specie este compusă din coada sa foarte lungă. 
Penajul graurului este adesea viu colorat din cauza irizațiilor; această culoare este derivată din structura penelor, nu din pigment.  Unele specii de grauri asiatice au creste sau pene erectile pe creasta. Alte ornamente includ pene alungite ale cozii și zone goale viu colorate pe față. Aceste culori pot fi derivate din pigmenți. Irișii multor specii sunt roșii și galbeni, deși cei ai păsărilor mai tinere sunt mult mai închise la culoare.

## Comportament

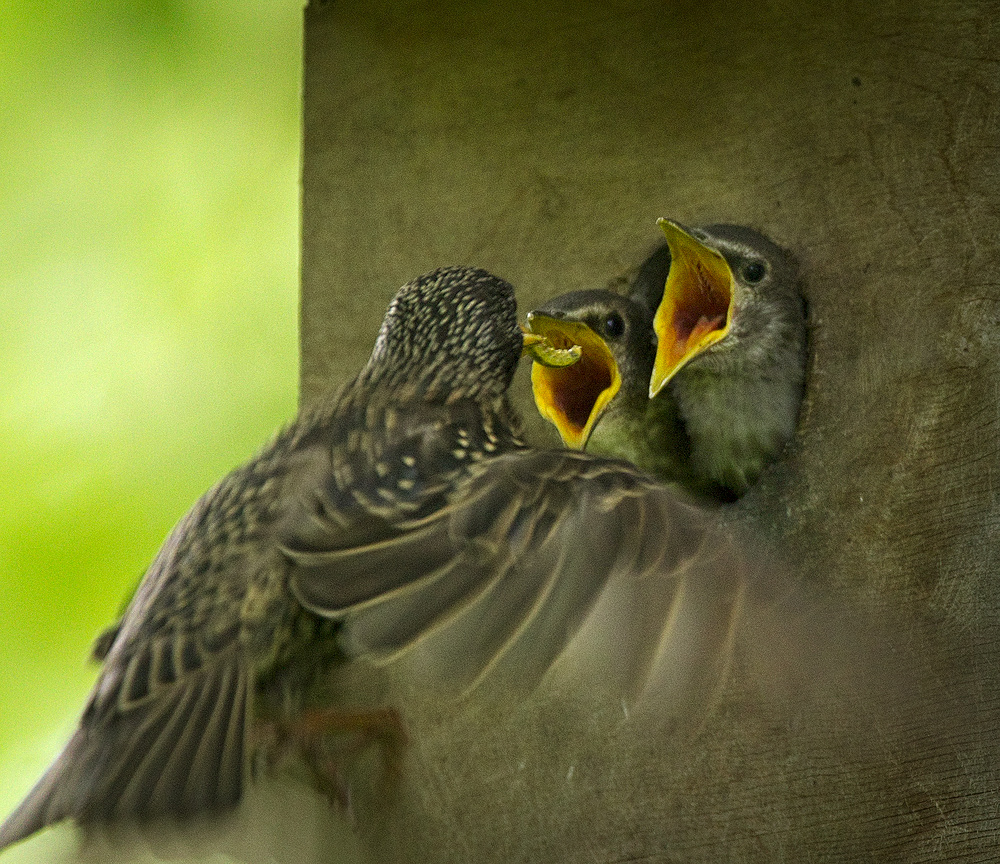
Graurul comun hrănindu-și puii

Graurii sunt în general o familie foarte socială. Cele mai multe specii se asociază în stoluri de dimensiuni diferite de-a lungul anului. Murmurația descrie aglomerația de grauri, inclusiv comportamentul formațiunilor mari de zbor. Aceste stoluri pot include alte specii de grauri și uneori specii din alte familii. Această sociabilitate este deosebit de evidentă în comportamentul lor de odihnă; în sezonul non-reproducere, unele adăposturi pot număra mii de păsări.
Graurii imită o varietate de specii aviare și au un repertoriu de aproximativ 15-20 de imitații distincte. De asemenea, imită câteva sunete, altele decât cele ale păsărilor sălbatice. Strigătele speciilor abundente sau strigătele care sunt simple ca structură și care prezintă o modulare de amplitudine mică sunt imitate cu preferință. Există dialecte locale de sunete imitate.
Hrana graurilor este de obicei alcătuită din fructe și insecte. Multe specii sunt importante dispersoare de semințe.  S-au observat grauri hrănindu-se cu fructe prea coapte aflate în fermentație, ceea ce a dus la speculații că s-ar putea intoxica cu alcool. Experimentele de laborator pe grauri europeni au descoperit că aceștia au enzime de eliminare care le permit să descompună alcoolul foarte rapid. Pe lângă consumul de fructe, mulți grauri consumă și nectar.  

## Lista genurilor
Începând cu 2009, recenzia lui Lovette & Rubenstein (2008) este cea mai recentă lucrare privind filogenia grupului. Această taxonomie se bazează, de asemenea, pe ordinea IOC.
- Acridotheres (10 specii)
- Agropsar (2 specii)
- Ampeliceps (1 specie)
- Aplonis (25 specii)
- Basilornis (4 specii)
- Cinnyricinclus (1 specie)
- Creatophora (1 specie)
- Enodes (1 specie)
- Fregilupus † (1 specie)
- Gracula (5 specii)
- Gracupica (4 specii)
- Grafisia (1 specie)
- Hartlaubius (1 specie)
- Hylopsar (2 specii)
- Lamprotornis (23 specii)
- Leucopsar (1 specie)
- Mino (3 specii)
- Necropsar † (1 specie)
- Neocichla (1 specie)
- Notopholia (1 specie)
- Onychognathus (11 specii)
- Pastor (1 specie)
- Poeoptera (5 specii)
- Rhabdornis (3 specii)
- Sarcops (1 specie)
- Saroglossa (1 specie)
- Scissirostrum (1 specie)
- Speculipastor (1 specie)
- Spodiopsar (2 specii)
- Streptocitta (2 specii)
- Sturnia (5 specii)
- Sturnornis (1 specie)
- Sturnus (2 specii)

## Galerie

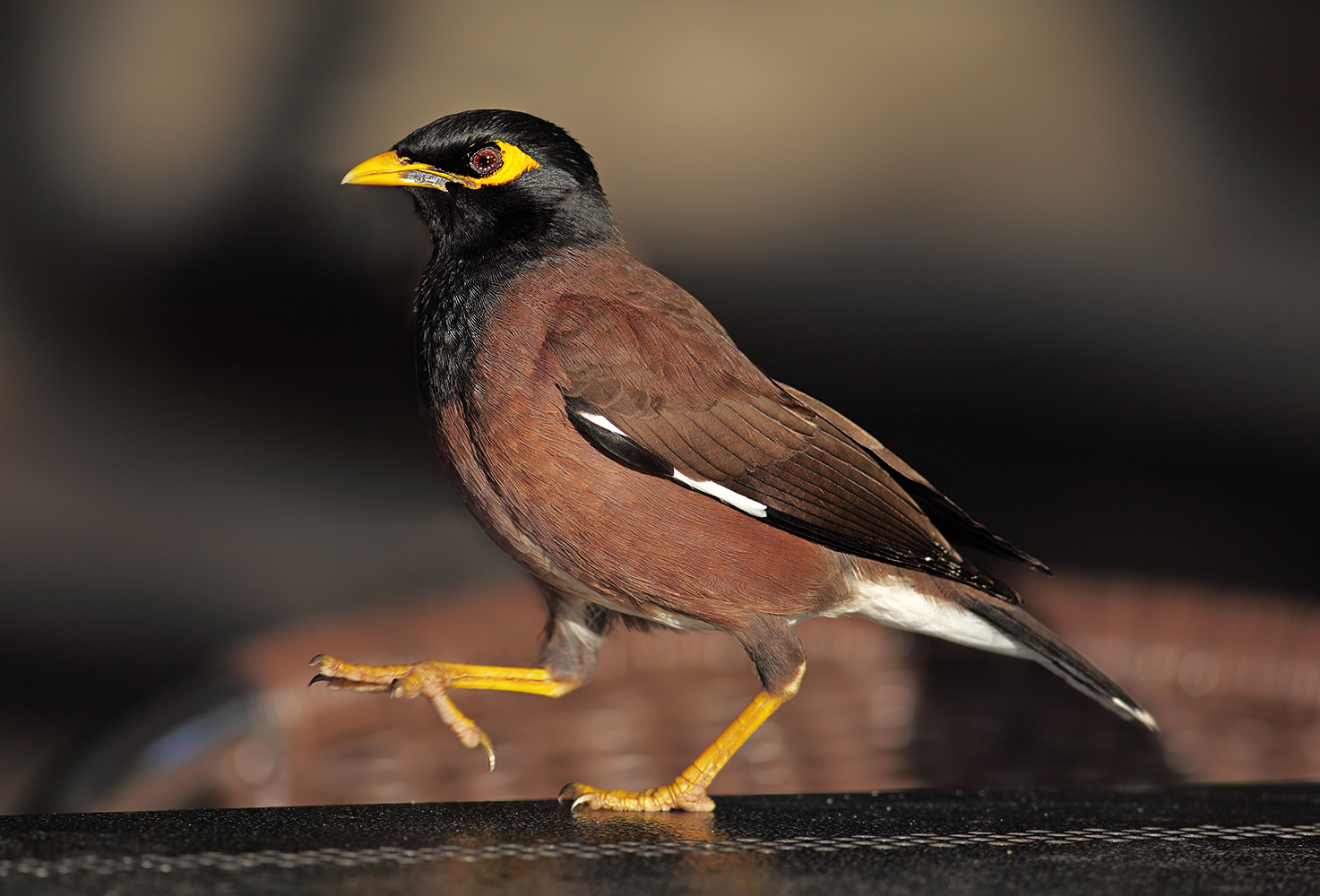
Acridotheres tristis
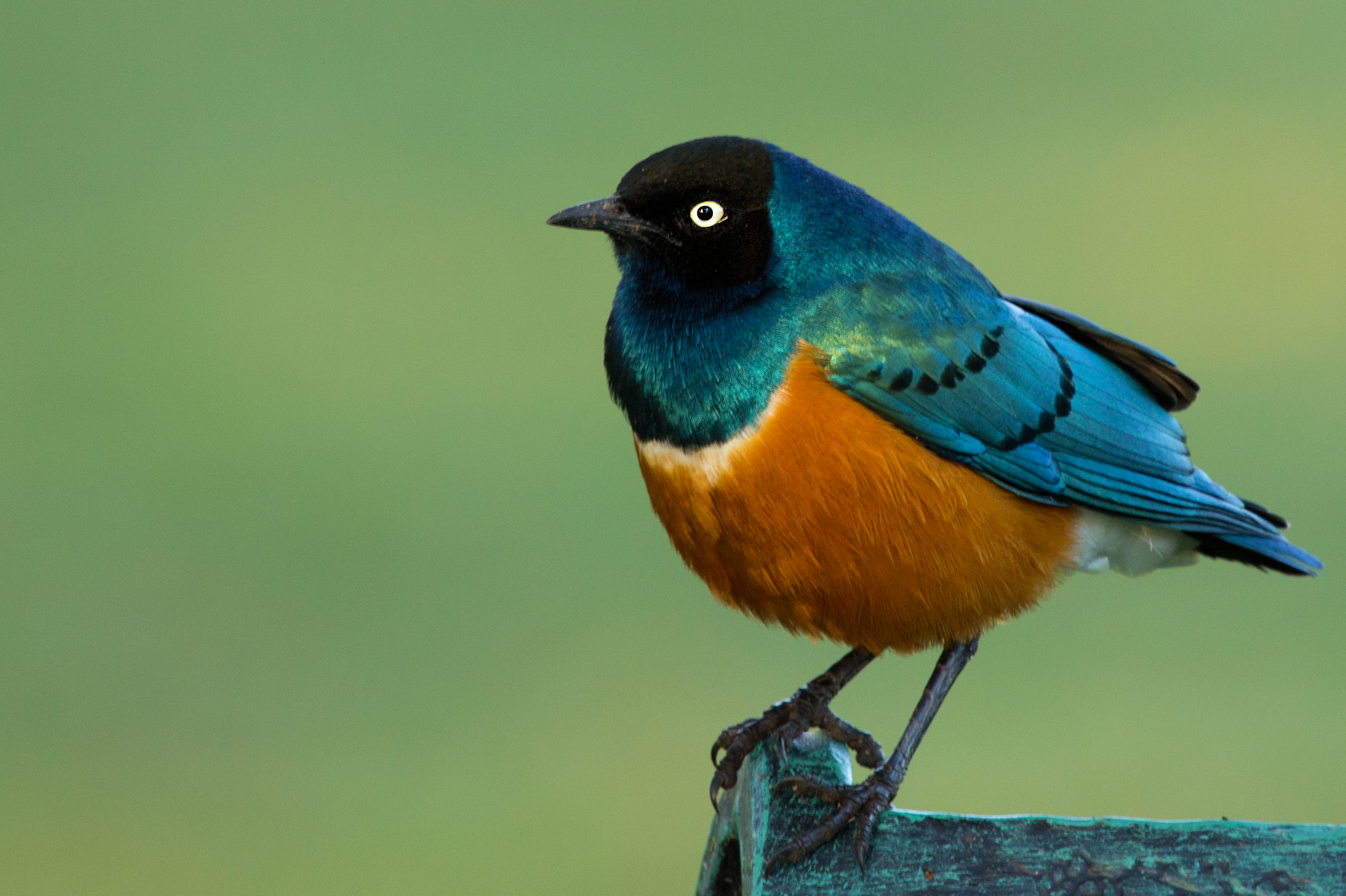
Lamprotornis superbus
Gracupica floweri
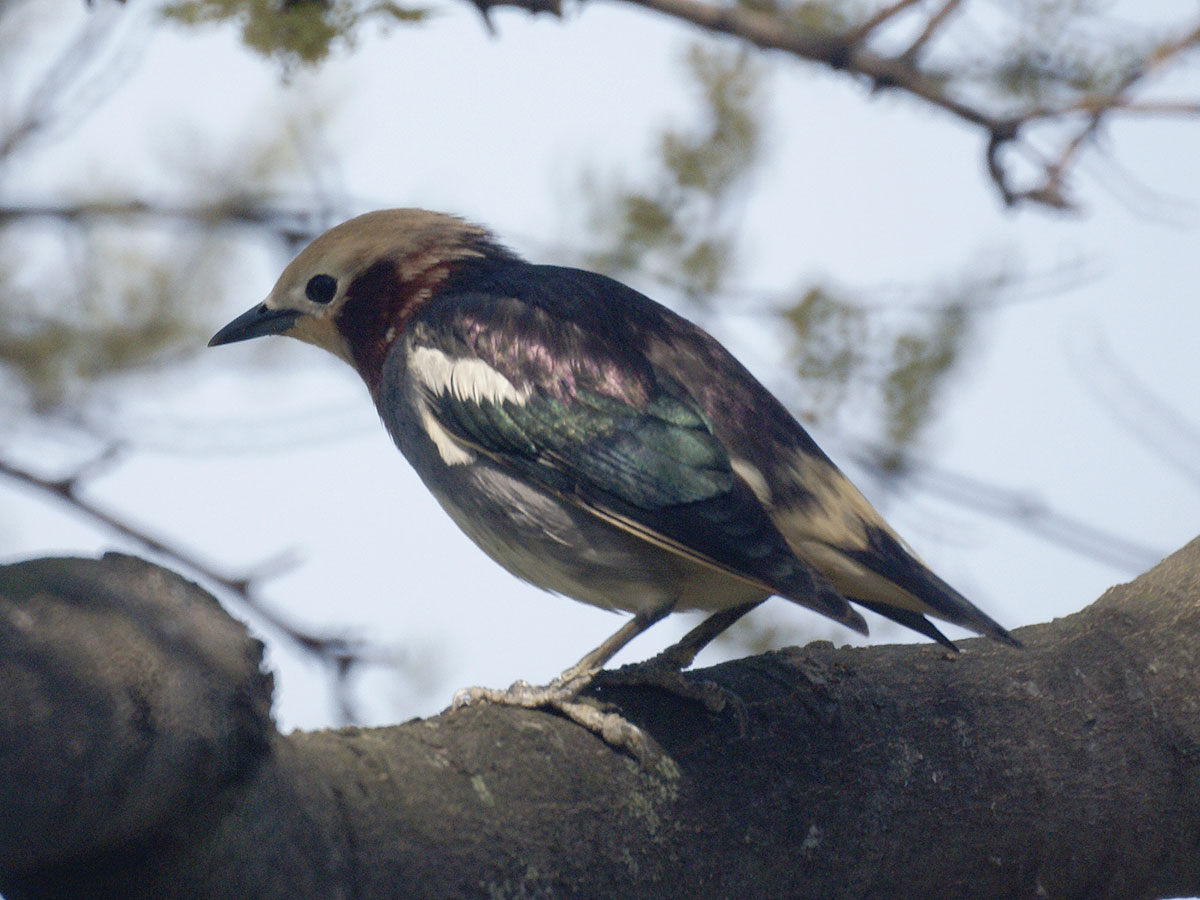
Sturnus philippensis
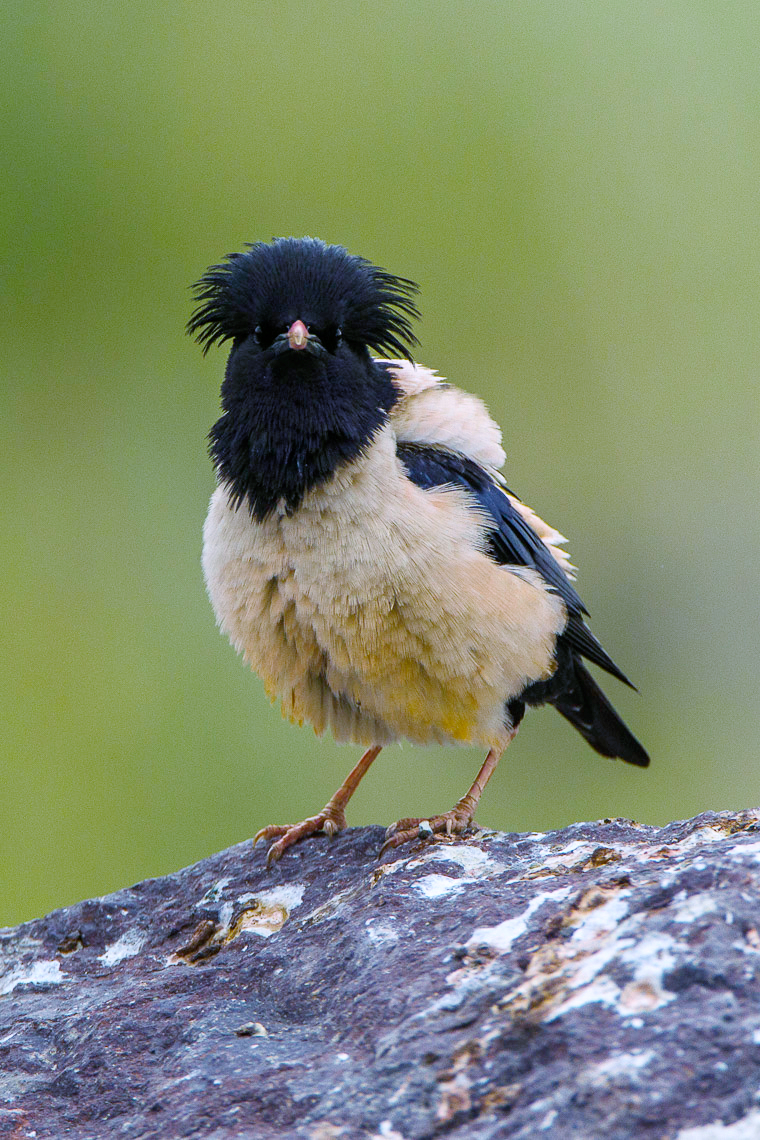
Pastor roseus
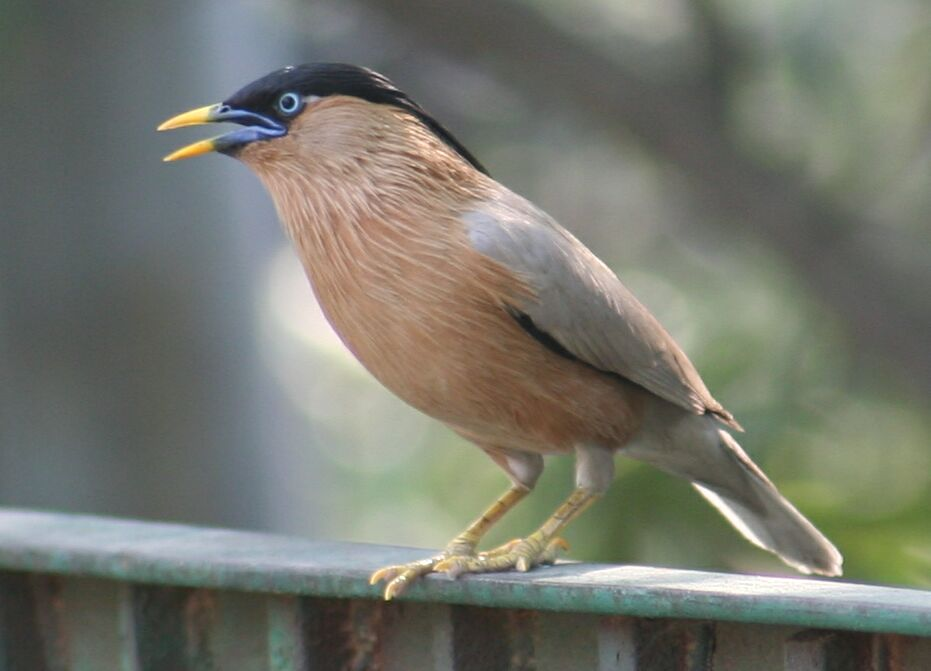
Sturnia pagodarum
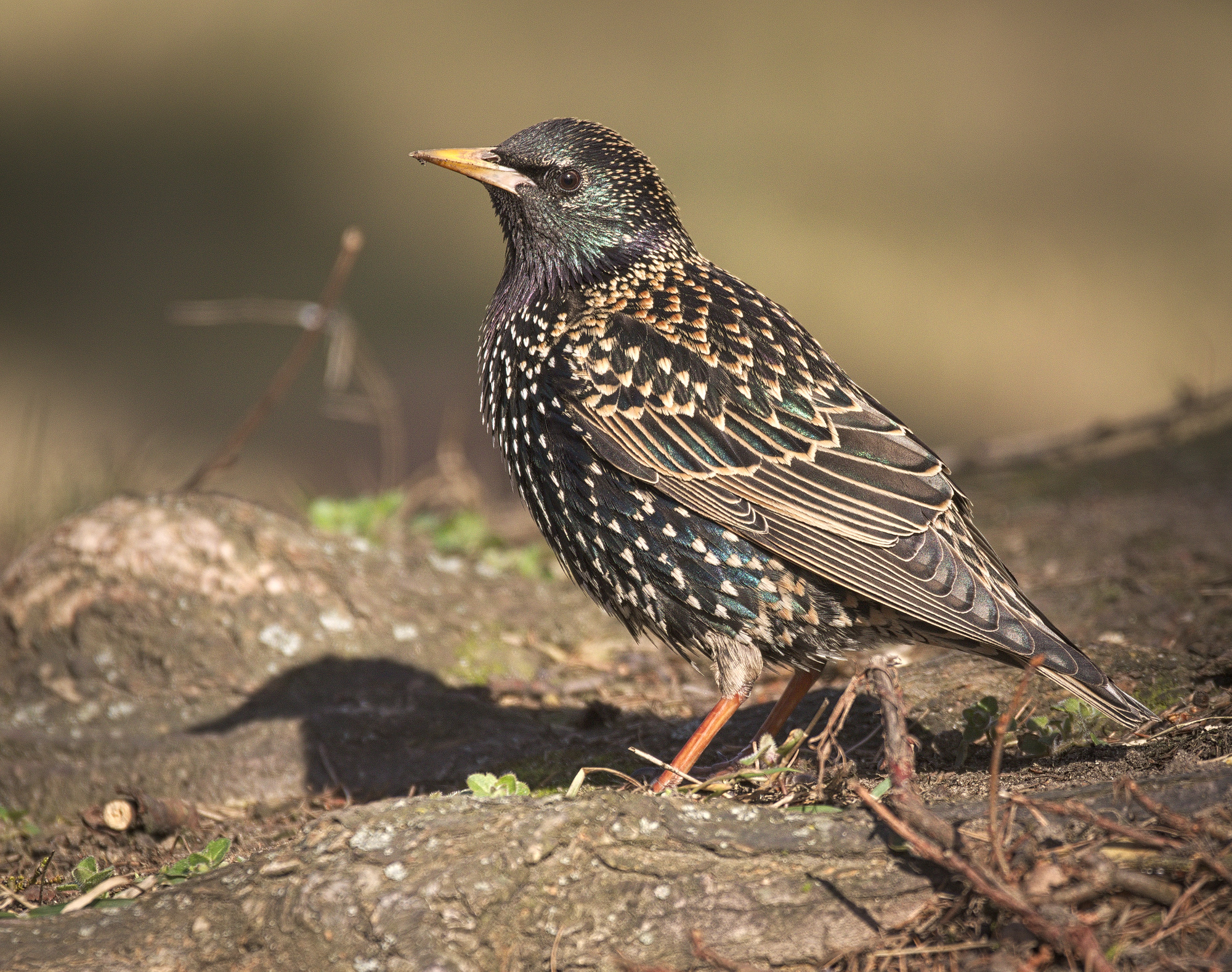
Sturnus vulgaris
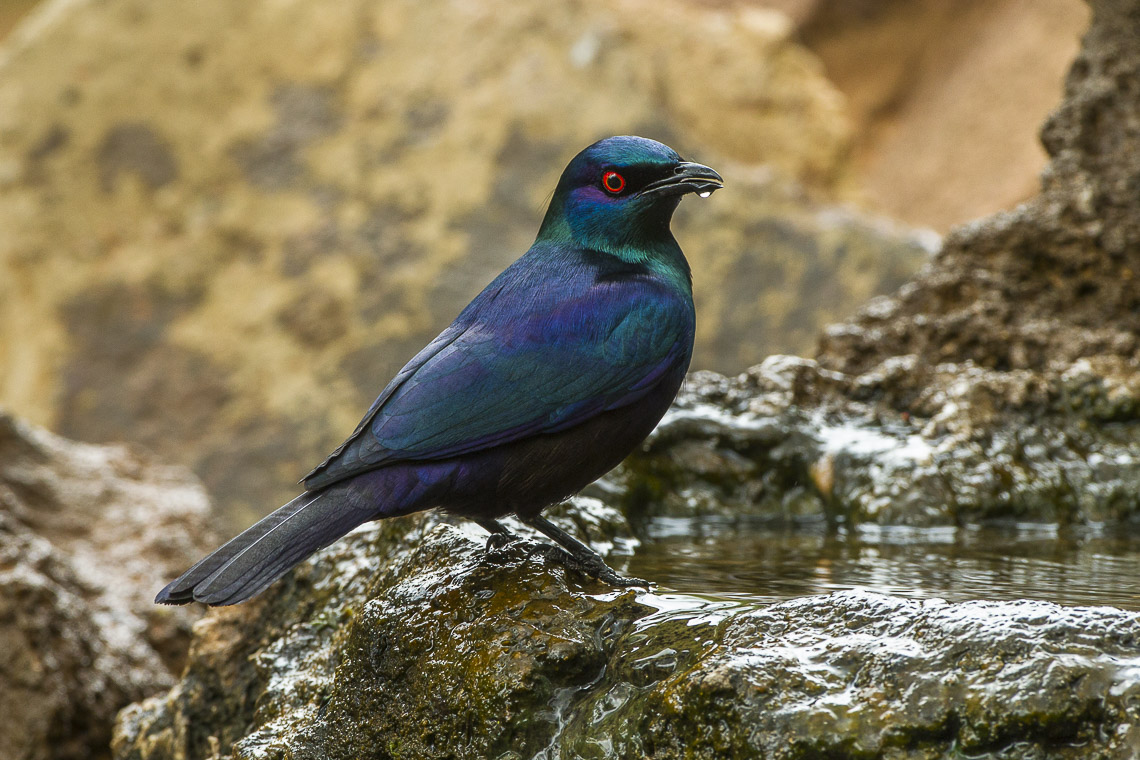
Notopholia corusca